# Otto Palmstierna
Carl Otto Palmstierna, född 27 november 1790 på Åreberg i Kyrkefalla socken i Västergötland, död 19 november 1878 i Stockholm, var en svensk friherre, militär och politiker. Han var Sveriges finansminister 1851–1856.

## Biografi
Otto Palmstierna var sonson till Nils Palmstierna, son till översten Måns Palmstierna och friherrinnan Beata von Essen samt bror till diplomaten Nils Fredric Palmstierna.
Palmstierna kom efter genomgången Karlbergskurs direkt i krigstjänst, först i Pommern 1807, därefter vid norska gränsen 1808–1809 och slutligen i Tyskland och Norge 1813–1814; han avancerade 1813 till kapten. Efter Norges förening med Sverige blev Palmstierna adjutant hos riksståthållaren, greve Hans Henric von Essen som var hans morbror. År 1816 fick han tjänst som kapten i Generalstaben, där han 1817 blev major, 1821 överstelöjtnant och 1828 överste. 1835 utnämndes han till överste och chef för Västmanlands regemente, men fick sedan andra uppgifter.
Vid 1817–1818 års riksdag hade han börjat delta i riksdagsförhandlingarna, som han därefter deltog i till och med 1859. Redan under sina första riksdagar lade han fram flera uppmärksammade motioner i praktiska frågor särskilt på det finansiella området. Gång på gång fick han viktiga platser i utskotten: 1828–1830 var han ledamot samt 1834–1835, 1844–1845 och 1850–1851 ordförande i statsutskottet och vid statsrevisionerna 1832 och 1837. Palmstierna var på det hela taget var en ivrig försvarare av kungens politiska inriktning, men stödde inte alltid regeringen.
År 1836 utnämndes han till landshövding i Östergötlands län och vid 1840–1841 års viktiga riksdag till lantmarskalk; på den senare posten bidrog han till att bryta  oppositionens kraftiga angrepp. Vid 1844–1845 års riksdag ledde han i samråd med August von Hartmansdorff och en bror Riddarhusets utskottsval i konservativ riktning och råkade därigenom i konflikter med den numera[när?] liberalare regeringen. Sedan Oscar I åter närmat sig de konservativa, öppnades emellertid ett större verksamhetsfält i och med att Palmstierna i oktober 1851 kallades till statsråd och chef för Finansdepartementet. Till hans insatser där märks införandet av medelporto, elektriska telegrafer och järnvägar, ny banklagstiftning, 1855 års brännvinslag och förordning om skatteförenkling; redan i motioner 1828–1829 och skriften Om beskattningens tilstånd i Sverige 1834 hade han intresserat sig för skattefrågor. Däremot var han motståndare till frihandel.
År 1856 avsade sig Palmstierna sina civila och militära befattningar, men drev därefter ett omfattande lantbruk. De politiska förhållandena följde han fortsatt med uppmärksamhet och utgav 1865 två bemärkta skrifter mot representationsreformen. Sina sista år tillbringade han i Stockholm.
Palmstierna företrädde i politiskt avseende en klart konservativ riktning men kunde erkänna det han ansåg vara berättigat i motståndarnas krav, till exempel i det av honom 1846 framlagda förslaget om inskränkning i adelsprivilegier. Vid Karl XV:s kröning erbjöds Palmstierna grevevärdighet, vilken han avböjde. 1829 blev han ledamot av Krigsvetenskapsakademien och 1841 av Det Kongelige Nordiske Oldskriftselskab i Köpenhamn.
Palmstierna var gift med friherrinnan Lovisa Eleonora Rudbeck (1801-1858), som var sondotter till Thure Gustaf Rudbeck. Söner till makarna var Henrik Palmstierna, Carl Fredrik Palmstierna och Hjalmar Palmstierna; en sondotter var Ellen Palmstierna.

## Skrifter (urval)
- Snapphanarne: gammalt och nytt om Skåne, från sjuttonde seklet (av O. K.) (Stockholm, 1831)
  - Tysk översättning: Die Freibeuter: historische Novelle aus dem siebzehnten Jahrhundert (Leipzig, 1840)
- Sista aftonen på Östanborg (Hjerta, 1833)
  - Tysk översättning: Der letzte Abend auf der Ostberg: historische Novelle (Leipzig, 1840)
- Om beskattningens tilstånd i Swerige (Hörberg, 1834)
- Öfversigt af fattigvårds-komiténs betänkande (af en riksdagsman) (Stockholm, 1840)
- Några ord om aristokrater och stånd: med anledning af skriftväxlingen emellan professorerna Geyer och Fryxell (Linköping : Petré, 1846)
- Ö. P. M. angående representationens ombildning (Upsala, 1865)
- Minnesbilder i profil (Stockholm, 1913)

Översättning
- Jean Baptiste Say: Handbok uti statshushållningsläran (Stockholm, 1833)